# Parco della Memoria

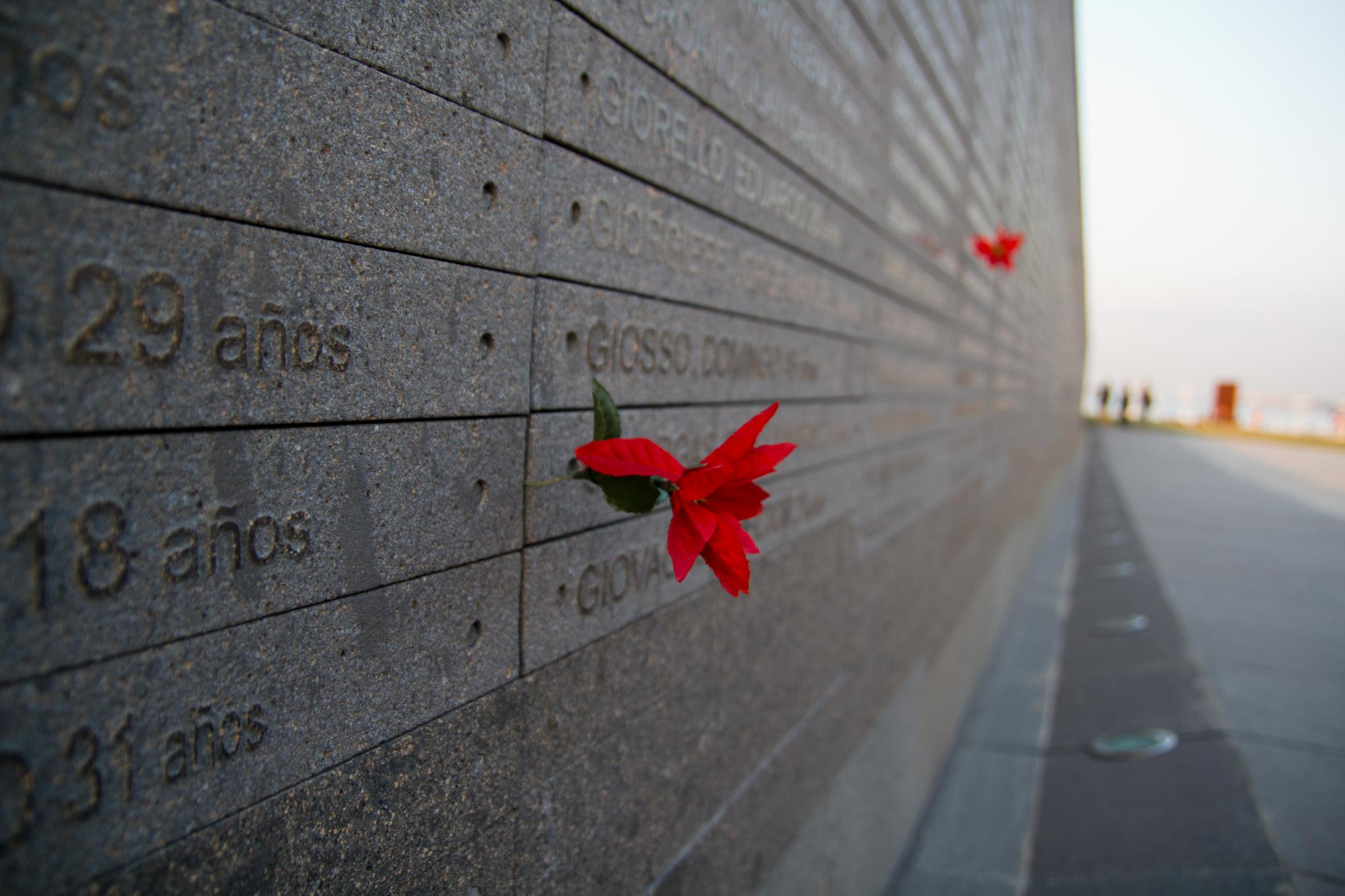
Lastre con i nomi delle Vittime del Terrorismo di Stato.

Il Parco della Memoria-Monumento alle Vittime del Terrorismo di Stato (Parque de la Memoria in spagnolo) è un memoriale situato nel barrio Belgrano di Buenos Aires per ricordare le vittime del terrorismo di Stato sia durante le dittature della Rivoluzione Argentina (1966-1973) e del Processo di Riorganizzazione Nazionale (1976-1983), sia durante i governi costituzionali di Juan Domingo Perón (1973-1974) e della vedova di quest'ultimo María Estela Martínez de Perón (1974-1976) nelle fasi iniziali della cosiddetta guerra sporca..
Sorge lungo le sponde del Río de la Plata, destino finale di molti desaparecidos, eliminati mediante i voli della morte dalla giunta militare.

## Storia
Fu istituito nel 1998, in seguito all'approvazione della Legge 46 della Legislatura della Città Autonoma di Buenos Aires. Il progetto ha costituito un'esperienza di partecipazione senza precedenti: le organizzazioni per i diritti umani, l'Università di Buenos Aires e i poteri Esecutivo e quello Legislativo della Città hanno infatti lavorato insieme per realizzare questo memoriale.

## Descrizione
Nel memoriale, distribuito su una superficie di 14 ettari, sono installate una dozzina di sculture selezionate tra le 650 che parteciparono a un concorso pubblico, il cui tema era legato alla celebrazione delle vittime del terrorismo di Stato.
Nell'ottobre 2006 è stato installato un percorso a rampe e sculture commemorative, dedicate alle vittime della violenza sponsorizzata dal governo. Il percorso a rampe è destinato a formare una gigantesca "ferita" nel prato del parco che conduce verso il fiume, dove, su una serie di lastre di porfido, sono incise i nomi delle persone uccise o scomparse. Il parco contiene 18 sculture, 12 delle quali sono state scelte attraverso un concorso, mentre le altre sei sono state realizzate da artisti impegnati sul fronte dei diritti umani. Le sculture di Roberto Aizenberg, William G. Tucker e Dennis Oppenheim sono state installate e dedicate al parco nell'ottobre 2006. In seguito sono state collocate opere di Nicolás Guagnini, Leon Ferrari, Marie Orensanz, Magdalena Abakanowicz, Jenny Holzer, Grupo de Arte Callejero e Claudia Fontes. Nel parco si trova anche una sala per incontri pubblici, utilizzata per scopi legati all'arte, alla scienza e alla memoria delle vittime del terrorismo di Stato.
Il parco contiene opere senza titolo degli artisti Aizenberg, Clorindo Testa e Jenny Holzer. Tra le altre opere presenti figurano Memoria espacial di Per Kirkeby, La casa della storia di Marjetica Potrč, Figuras caminando di Magdalena Abakanowicz e Por gracia recibida di Carlos Distéfano.